# شون كوركوران
شون كوركوران (بالإنجليزية: Sean Corcoran)‏ هو فنان أيرلندي، ولد في 8 يوليو 1969.

## وصلات خارجية
- الموقع الرسمي